# 蒂博四世 (布卢瓦)
蒂博四世（法語：Thibaut IV de Blois），布卢瓦伯爵、香槟伯爵（稱蒂博二世），艾蒂安二世和阿德拉之子，英格兰国王斯蒂芬之兄。
因为母亲支持，他取代兄长吉约姆成为布卢瓦和香槟伯爵。舅父英格兰国王亨利一世驾崩后，曾有贵族支持他继位，但因为斯蒂芬已经继位，他的支持者不愿制造分裂而作罢。他与斯蒂芬结盟。因法王路易七世试图没收其土地与国王发生冲突，最终在路易顾问叙热的调解下双方讲和。

## 子女
1. 亨利一世
2. 蒂博五世
3. 艾蒂安
4. 威廉
5. 阿黛勒
6. 瑪麗
7. 阿格尼絲